# Wario Land 3
Wario Land 3 (Japans: ワリオランド３) is een platformspel, uitgebracht voor de Game Boy Color op 14 april 2000 in Europa. Het is het officiële sequel op Wario Land II voor de Game Boy en tevens het derde spel uit de Wario Land-serie. Wario Land 3 werd ontwikkeld en uitgegeven door Nintendo.

## Het verhaal
Op een zonnige dag besluit Wario te gaan vliegen met zijn vliegtuigje over de grote bossen van Wario Land. Na een tijdje vliegen merkt Wario plots op dat de motor het aan het begeven is. Hij probeert alles om het vliegtuig weer aan de praat te krijgen, maar het is verloren moeite: het vliegtuig stort neer. Wario bevindt zich nu in het reusachtig bos en plots merkt hij een geheimzinnige grot op. Eenmaal de grot binnengestapt, ziet Wario een geheimzinnige muziekdoos voor zich staan. Verward draait hij eraan en de muziekdoos begint opeens te spelen. Op dat moment wordt Wario getransformeerd in de muziekdoos en tot overmaat van ramp is er geen enkele uitweg meer terug. Enkel het verborgen figuur in de tempel is bereid hem te helpen, echter op één bepaalde voorwaarde: Wario moet de 5 muziekdozen, die verborgen liggen over het uitgestrekte land, terug zien te vinden. Als hij hierin slaagt wordt hij bevrijd uit de muziekdoos.

## De gameplay
Wario Land 3 kent ongeveer dezelfde gameplay als die van Wario Land II. Wario zal niet sterven in het spel maar zal, als hij getroffen wordt door vijanden, gewoon opgeschrikt worden. Sommige vijanden geven Wario met hun aanval een speciale eigenschap. Denk hierbij aan de situatie wanneer Wario een stuk voedsel eet van een vijand. Voor korte tijd zal hij heel dik worden en kan zo bepaalde tegenstanders uitschakelen of door zwakke vloeren breken. Dit is slechts een voorbeeld van een eigenschap, er zijn er verschillende andere te ontdekken naarmate het spel vordert.
De wereld in de muziekdoos is opgedeeld in 4 delen: Noord, West, Zuid en Oost. Elk deel bevat een aantal levels die Wario eerst zal moeten voltooien om nieuwe schatten te ontdekken en nieuwe locaties te kunnen vrijspelen. In elk level liggen 4 schatkisten verborgen met elk een andere kleur. Om deze te openen moet Wario eerst de bijhorende sleutels terugvinden. Hoe meer schatkisten er worden opengemaakt, hoe meer onderdelen van de levels worden geopend.
In elk level zijn er munten terug te vinden. Hiermee kan Wario het minigolf-spel, dat in sommige levels verborgen zit, betalen. Het voltooien van zo'n spelletje opent een pad naar een sleutel of schatkist. In totaal kan Wario 999 munten bij zich houden. Het spel kent ook een dag-en nachtsysteem wat vaak in het voordeel werkt van Wario: 's nachts zullen de meeste vijanden slapen en sommige puzzels kunnen enkel overdag opgelost worden en omgekeerd.

## De levels

#### Noord
- The Temple
- N1 Out of the Woods
- N2 The Peaceful Village
- N3 The Vast Plain
- N4 Bank of the Wild River
- N5 The Tidal Coast
- N6 Sea Turtle Rocks

#### West
- W1 Desert Ruins
- W2 The Volcano's Base
- W3 The Pool of Rain
- W4 A Town in Chaos
- W5 Beneath the Waves
- W6 The West Crater

#### Zuid
- S1 The Grasslands
- S2 The Big Bridge
- S3 Tower of Revival
- S4 The Steep Canyon
- S5 Cave of Flames
- S6 Above the Clouds

#### Oost
- E1 The Stagnant Swamp
- E2 The Frigid Sea
- E3 Castle of Illusions
- E4 The Colossal Hole
- E5 The Warped Void
- E6 The East Crater
- E7 Forest of Fear

## Ontvangst
| Beoordeeld door                      | Jaar | Platform       | Score |
| ------------------------------------ | ---- | -------------- | ----- |
| Pocket Magazine / Pockett Videogames | 2000 | Game Boy Color | 100%  |
| Nintendojo                           | 2000 | Game Boy Color | 100%  |
| GameSpot                             | 2000 | Game Boy Color | 98%   |
| Total! (Duitsland)                   | 2000 | Game Boy Color | 95%   |
| Nintendo Land                        | 2003 | Game Boy Color | 92%   |
| IGN                                  | 2000 | Game Boy Color | 90%   |
| Nintendo Life                        | 2012 | Nintendo 3DS   | 90%   |
| Game Informer Magazine               | 2000 | Game Boy Color | 88%   |
| VicioJuegos.com                      | 2009 | Game Boy Color | 85%   |
| Super Play                           | 2000 | Game Boy Color | 70%   |